# Adrien Antoine Paillette
Adrien Antoine Paillette  (Saint-Quentin, Aisne, 27 de marzo de 1809,  - 27 de marzo de 1858) fue un ingeniero de minas francés, que desarrolló la mayor parte de su actividad en España, principalmente en Asturias.

## Biografía

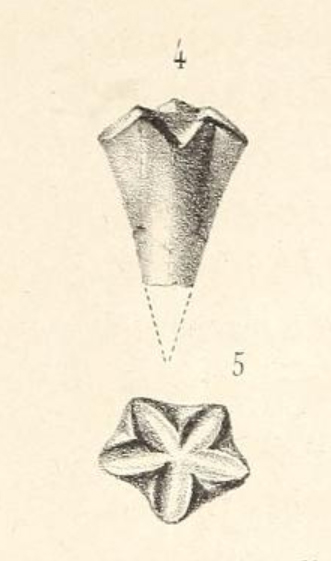
Imagen de Pentremites pailletti, un blastoideo del Devónico encontrado por Paillette en Ferroñes (Asturias), y que fue estudiado por Verneuil, que le dio este nombre.

Adrien Paillette, conocido en su época en España como Adriano Paillette, nació en Saint-Quentin (San Quintín), en el departamento de Aisne, Francia, el 27 de marzo de 1809, siendo el primogénito de Benjamin Paillette y Adrienne Briffault una familia de posición económica acomodada y vinculada a la industria textil. Realizó sus estudios básicos en Saint-Quentin, viajando luego a París, donde completó sus estudios en el Colegio Real Luis el Grande en 1823. Posteriormente realizó estudios de industria textil en la Escuela Real de Artes y Oficios de Chalons sur Marne, y de ingeniería de minas en la escuela de Saint-Étienne. En 1829 se incorporó como subdirector a la empresa Compagnie des mines de plomb argentifère d'Huelgoat et Poullaouen, que abandonó en 1836. Entre ese año y 1842 trabajará en varias minas de los Pirineos, realizando además trabajos de investigación por encargo de diversas empresas mineras, especialmente sobre las cuencas carboníferas de la Cataluña francesa y española. En 1840 y 1841 realizó un viaje para estudiar los yacimientos de plomo y zinc de varias localidades de Italia, y también de Andalucía (España). 
En 1842 se trasladó a Asturias, contratado por la empresa francesa que explotaba las minas de carbón de Ferroñes, en Llanera (Asturias). Durante su trabajo en estas minas descubriría un gran yacimiento de fósiles de invertebrados, que fueron estudiados por Verneuil. Este geólogo dio a un blastoideo de esta localidad el nombre de Pentremites pailletti (Pentremitea paillette), como homenaje. En 1845 publicaron un trabajo conjunto, en el que paillette se hacía cargo de la geología del yacimiento y Verneuil y d'Archiac del estudio de los fósiles presentes. Muchos de estos fósiles pertenecían a especies nuevas, y recibieron nombres relacionados con el lugar (Terebratula ferronesensis y Terebratula pelapayensis) o en homenaje a geólogos españoles.
A partir de 1845 se ocupó de la dirección de la fábrica de acero perteneciente a la Compañía Lenense Asturiana,  en Villallana, en Lena (Asturias), primero durante su construcción y luego en su funcionamiento normal, hasta el año 1851. En 1852 pasa a hacerse cargo como director de la Compagnie Miniére des Asturies. También llevó a cabo la creación de su propia sociedad, la Compañía Investigadora, con la que llevó a cabo estudios y registros de concesiones mineras, especialmente de carbón. En 1857, gravemente enfermo regresó a Francia, falleciendo en París el 27 de marzo de 1858

## Principales publicaciones científicas
- Paillete, A. (1841). Mémoire sur gisement, l' explotation et le traitement des minerais de plomb dans les environs d' Almeria et d' Adra (Andalousie). Annales des mines, 19, 215-266.
- Paillete, A. (1842). Appendice au mémoire sur gisement, l' explotation et le traitement des minerais de plomb dans les environs d' Almeria et d' Adra (Andalousie). Annales des Mines, 20, 288-320.
- Paillette, A. y Bezard, E. (1849). Coup d’oeil sur le gisement et la composition chimique de quelques minerais de fer de la province des Asturies (Espagne). Bulletin de la Societé Geologique de France, 2.ª ser., 6, 575-599
- Paillette, A. (1852). Recherches sur l'histoire et sur les conditions de gisement des mines d'or dans le nord de l'Espagne. Bulletin de la Société Géologique de France, 2sr, 9, 482-510.
- Paillette, A. (1855). Estudios químico-mineralógicos sobre la caliza de montaña (caliza metalífera o carbonífera) de Asturias. Revista Minera, 6,  289-306.